# 통키니즈
통키니즈(Tonkinese)는 캐나다 및 미국 고양이의 한 품종이다. 시암고양이와 버마고양이 사이의 교배로 생산된 고양이의 한 품종이며 그들은 부모님들의 독특하게 생기 있고 장난기 많은 성격을 공유하고 있으며, 다양한 색깔의 뾰족한 코트 패턴으로 비슷하게 구별된다. 포인트 컬러(수채화 물감처럼)를 희석하는 밍크 패턴의 코트 색상을 수정한 것 외에도 이 품종은 흰색과 단단한 전체 색상(세피아)이 특징인 파운데이션 모양의 시암과 버마 색상에 선 보이고 있다. 가장 잘 알려 진 변종은 단모 통키니즈이지만 유럽, 주로 네덜란드, 독일, 벨기에, 프랑스에서 더 인기 있는 경향이 있는 중간 머리형이 있다.